# José Luis López-Aranguren

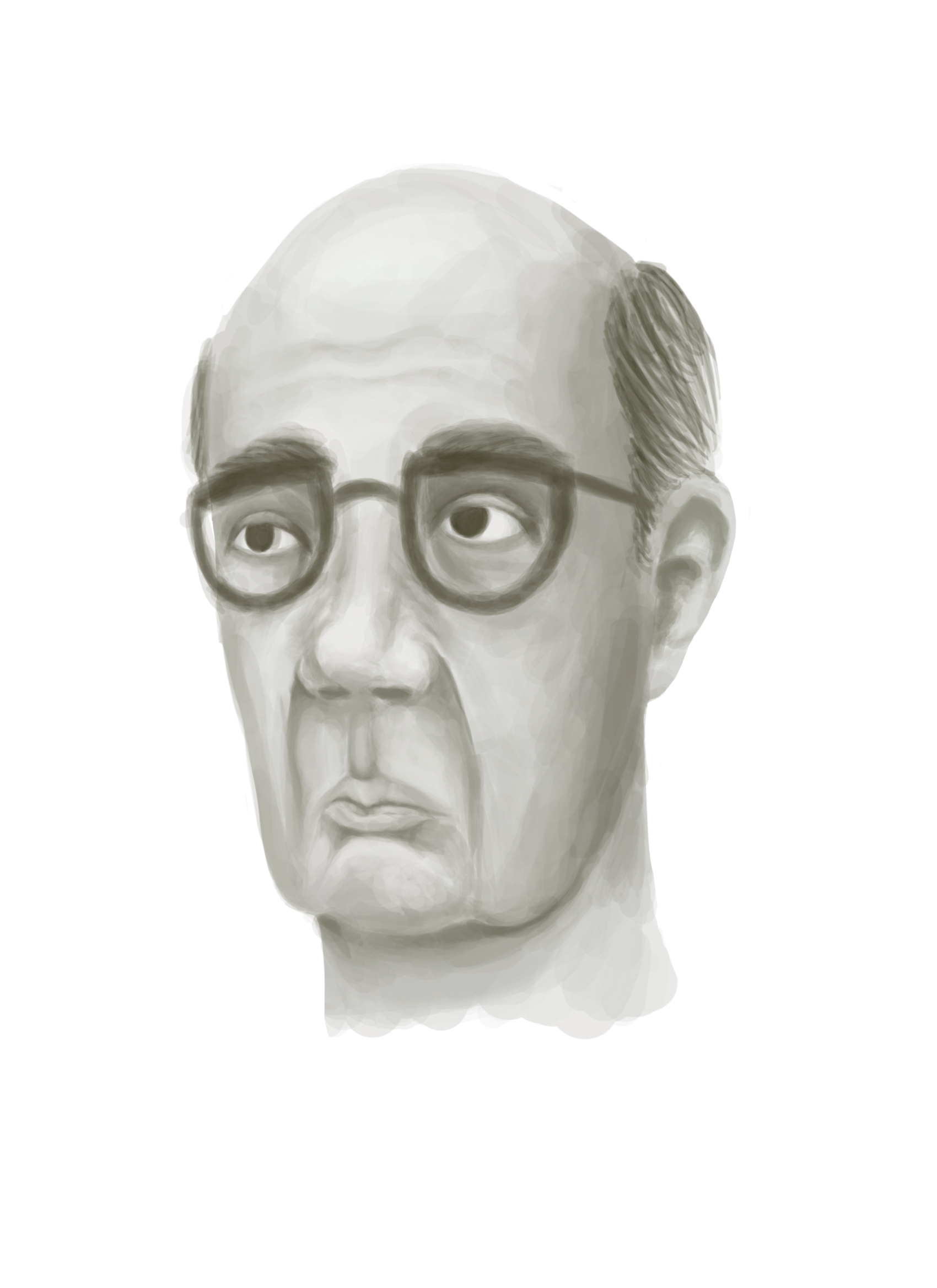
José Luis López-Aranguren

José Luis López-Aranguren Jiménez (* 9. Juni 1909 in Ávila, Spanien; † 17. April 1996) war ein spanischer Philosoph, Soziologe und Essayist.
José Luis López-Aranguren war Professor für Philosophie an der Universität Madrid. Im Jahr 1966 verlor er nach wiederholten Verhaftungen aus politischen Gründen seinen Lehrstuhl.